# Landkreis Bergreichenstein
Der Landkreis Bergreichenstein (tschech. Mestys Kašperské Hory) gehörte in Folge des Münchner Abkommens mit der erzwungenen Abtretung des Sudetenlandes von 1939 bis 1945 zum bayerischen Regierungsbezirk Niederbayern und Oberpfalz. Sitz der Verwaltung des Landkreises war die Stadt Bergreichenstein (tschech. Kašperské Hory).

## Geschichte
Mit der Gründung der Tschechoslowakei 1918 wurde eine lokale Selbstverwaltung der ansässigen Deutschen verhindert. Das Münchner Abkommen vom 30. September 1938 wurde vom deutschen Reichskanzler Adolf Hitler, dem britischen Premierminister Neville Chamberlain, dem französischen Ministerpräsidenten Édouard Daladier und dem italienischen Diktator Benito Mussolini geschlossen. Die Tschechoslowakei und die mit ihr verbündete Sowjetunion waren zu der Konferenz nicht eingeladen. Das Abkommen bestimmte, dass die Tschechoslowakei das Sudetenland an das Deutsche Reich abtreten und binnen zehn Tagen räumen musste. Der Einmarsch der Wehrmacht begann am 1. Oktober 1938.
Auf Grund des § 3 „Gesetz über die Gliederung der sudetendeutschen Gebiete vom 25. März 1939“ wurde ein Gebietsstreifen des annektierten Sudetenlandes dem Land Bayern, Regierungsbezirk Niederbayern und Oberpfalz, mit Wirkung vom 15. April 1939 angegliedert. Daraus wurden drei Landkreise gebildet, darunter der Landkreis Bergreichenstein. Er umfasste:
- zwei Städte (Bergreichenstein, Unterreichenstein)
- einen Markt (Hartmanitz),
- 20 Gemeinden.

Nach der Kapitulation im Mai 1945 wurde das Gebiet des Landkreises Bergreichenstein wieder der Tschechoslowakei zugeordnet und in den Okres Sušice eingegliedert. Im Rahmen der Vertreibung der Deutschen aus der Tschechoslowakei wurden auch die meisten deutschsprachigen Einwohner des Landkreises vertrieben.

## Landräte
1938–1939: ?
1940–1941: Kurt Günther Braun
1941–1945: Kurt Günther Braun

## Gemeinden
- Albrechtsried (unter Erweiterung um den Ortsteil Rock der Gemeinde Podmok und den Ortsteil Zalusch der Stadt Schüttenhofen aus dem Gerichtsbezirk Schüttenhofen)
- Bergreichenstein (unter Erweiterung um den Ortsteil Zosum der Gemeinde Nezditz aus dem Gerichtsbezirk Schüttenhofen)
- Duschowitz
- Filippshütten
- Großhaid
- Hartmanitz
- Innergefild
- Kochet (unter Eingemeindung von Mochau sowie Erweiterung um den Ortsteil Unterkochet der Gemeinde Petrowitz aus dem Gerichtsbezirk Schüttenhofen)
- Kumpatitz
- Kundratitz
- Langendorf (unter Erweiterung um den Ortsteil Brabschow der Stadt Schüttenhofen aus dem Gerichtsbezirk Schüttenhofen)
- Nitzau  (unter Erweiterung um den Ortsteil Reckerberg der Gemeinde Stachau aus dem Gerichtsbezirk Schüttenhofen)
- Rehberg im Böhmerwalde
- Rothsaifen
- Stadln
- Stepanitz
- Stubenbach
- Swina
- Teschau (unter Zusammenschluss der Gemeinden Oberteschau und Unterteschau)
- Unterkörnsalz
- Unterreichenstein
- Watetitz
- Ziegenruck